# Memória involuntária
Uma memória involuntária, também conhecida como memória explícita involuntária, memória consciente involuntária, momento madeleine, pops da mente e mais commumente por, memória autobiográfica involuntária, é um subcomponente da memória que ocorre quando objetos, ações, situações ou eventos na vida cotidiana evocam lembranças do passado sem esforço consciente. A memória voluntária, o seu oposto, é caracterizada por um esforço deliberado para recordar o passado.

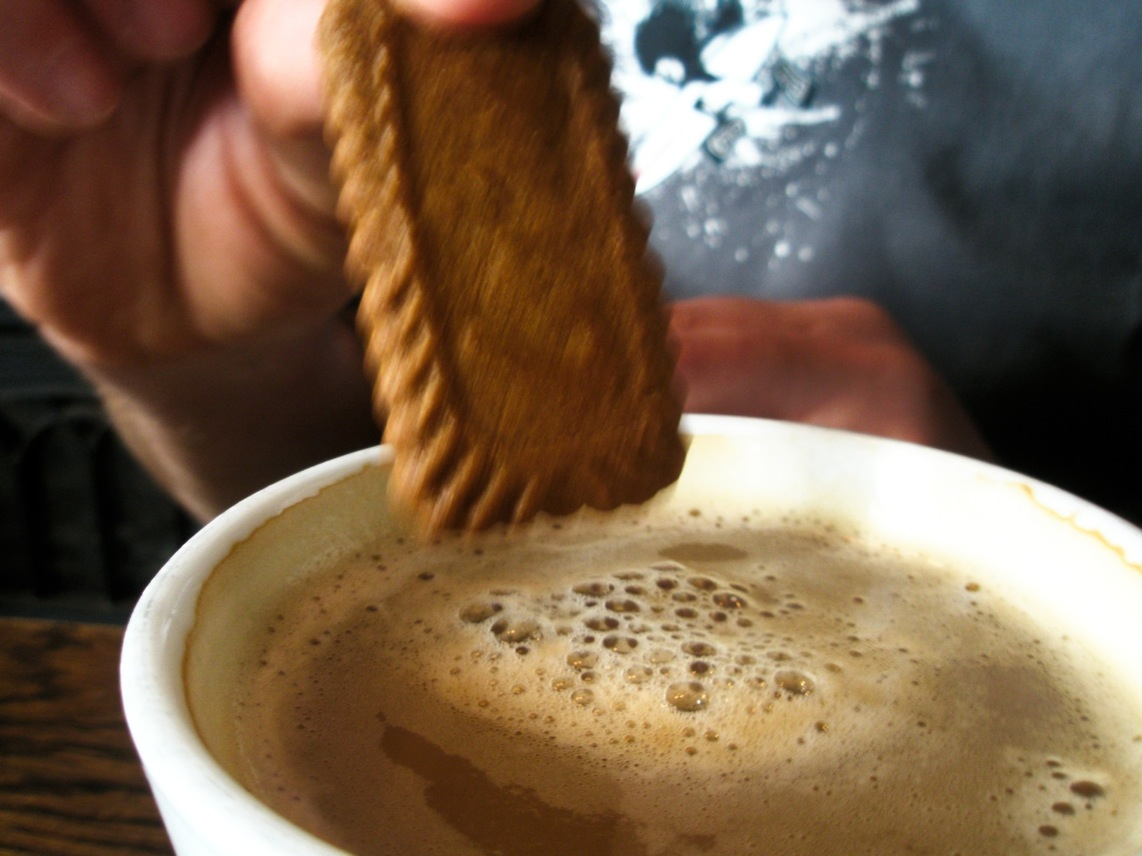
Um famoso exemplo de memória involuntária é quando, no seu livro Em Busca do Tempo Perdido, Marcel Proust é lembrado da sua infância ao provar um bolo de madeleine embebido em chá.

## Ocorrências
Parece haver pelo menos três contextos diferentes nos quais surge uma memória involuntária, conforme descrito por JH Mace no seu livro Memória Involuntária . Estes incluem aqueles que ocorrem na vida cotidiana, aqueles que ocorrem durante os processos de recordação voluntária e involuntária e aqueles que ocorrem como parte de uma síndrome psiquiátrica.

### Fragmentos preciosos
Isso inclui memórias involuntárias à medida que surgem no funcionamento mental diário, compreendendo as ocorrências mais comuns. Elas são caracterizadas pelo seu elemento surpresa, pois parecem vir à consciência espontaneamente. São produtos de experiências cotidianas comuns, como comer um pedaço de bolo, trazendo à mente uma experiência passada evocada pelo paladar. Estudos sugerem que tais experiências são especialmente fortes e frequentes em relação ao sentido do olfato. O termo "fragmentos preciosos" foi cunhado por Marigold Linton, um pioneiro no estudo da pesquisa da memória autobiográfica. Isso se reflete, por exemplo, na experiência de Proust de lembrar, ao mergulhar um bolo de madeleine em seu chá na idade adulta, uma lembrança da infância que ocorreu enquanto comia madeleine mergulhada no chá.

### Subprodutos de outras memórias
Estes são menos comuns e parecem ser o resultado de recuperações voluntárias/involuntárias. A característica de tais ocorrências é o efeito desencadeador que isso tem, visto que uma memória involuntária leva a outra e assim por diante. Mais uma vez, Linton descreve as suas próprias experiências com essas memórias como "vindo espontaneamente, às vezes, quando a minha mente está silenciosa, mas também como subprodutos de pesquisas por outras informações". Mace denomina essas “cadeias de memória involuntárias”, afirmando que são o produto da ativação disseminada no sistema de memória autobiográfica. Essas recuperações involuntárias são experimentadas quando as ativações são fortes ou relevantes o suficiente para a atividade cognitiva atual, de modo que vêm à consciência. De acordo com Mace, isso sugere que as memórias autobiográficas são organizadas conceitualmente (“conceitos de tipo experiencial: pessoas, lugares, locais, atividades, etc.”), enquanto que as associações temporais não são retidas ao longo do tempo da mesma maneira.

### Fragmentos não tão preciosos
Finalmente, algumas memórias involuntárias surgem de experiências traumáticas e, como tal, são bastante raras em comparação com outras memórias involuntárias. Os sujeitos os descrevem como memórias repetitivas e salientes de eventos traumáticos. A natureza perturbadora de tais memórias torna essas ocorrências importantes para os pesquisadores clínicos nos seus estudos de síndromes psiquiátricas, como o transtorno de estresse pós-traumático. Alguns pesquisadores descobriram que as memórias involuntárias tendem a ter mais intensidade emocional e menos centralidade na história de vida do que as memórias voluntárias. No entanto, um estudo também mostra que as memórias involuntárias recorrentes pós-trauma podem ser explicadas pelos mecanismos gerais da memória autobiográfica e tendem a não surgir de forma fixa e imutável. Isso sugere que os psicólogos podem ser capazes de desenvolver maneiras de ajudar os indivíduos a lidar com memórias involuntárias traumáticas.

### Implicações para pacientes com demência
Pesquisas adicionais sobre a natureza automática da recuperação de memórias involuntárias sugerem que elas podem não requerer entrada de memória de trabalho. Assim, um relatório levanta a hipótese de que os pacientes com demência ainda podem ter memórias autobiográficas preciosas disponíveis que permanecem inacessíveis até que "gatilhos adequados as libertem", estimulando a possibilidade de os cuidadores serem treinados para reativar essas memórias para provocar efeitos emocionais positivos e manter as histórias de vida dos pacientes e os seus sensos de identidade.  Mais pesquisas empíricas são necessárias, mas essa percepção abre um caminho promissor para melhorar o tratamento da demência.

## História

### Hermann Ebbinghaus

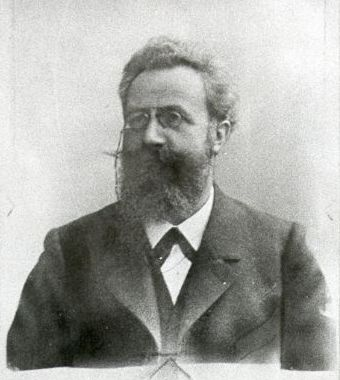
Herman Ebbinghaus (1850–1909)

Nascido em Bremen, Alemanha, em 1850, Hermann Ebbinghaus é reconhecido como o primeiro a aplicar os princípios da psicologia experimental no estudo da memória. Ele é especialmente conhecido pela sua introdução e aplicação de sílabas sem sentido no estudo da memória, estudo que o levou a descobrir a curva de esquecimento e o efeito de espaçamento, duas das suas contribuições mais conhecidas para o campo. Ebbinghaus também foi o primeiro a tentar descrever memória involuntária, afirmando que, "muitas vezes, mesmo depois de vários anos, os estados mentais uma vez presentes na consciência retornam a ela com aparente espontaneidade e sem qualquer ato da vontade; ou seja, são reproduzidos involuntariamente." Ele continua a explicar que esses estados mentais já foram experimentados, tornando, por definição, o seu futuro aparecimento espontâneo na consciência o ato de lembrar, embora possamos nem sempre estar cientes de onde ou como experimentamos essa informação pela primeira vez. Ebbinghaus também fez a observação principal de que essas reproduções involuntárias não são aleatórias ou acidentais; ao invés disso, "elas são produzidos por meio de outras imagens mentais imediatamente presentes", sob as leis da associação.  Isso reflete a congruência com a teoria de Mace e Linton das memórias involuntárias como subprodutos de outras memórias, como discutido acima.

### Marcel Proust—Memória Proustiana

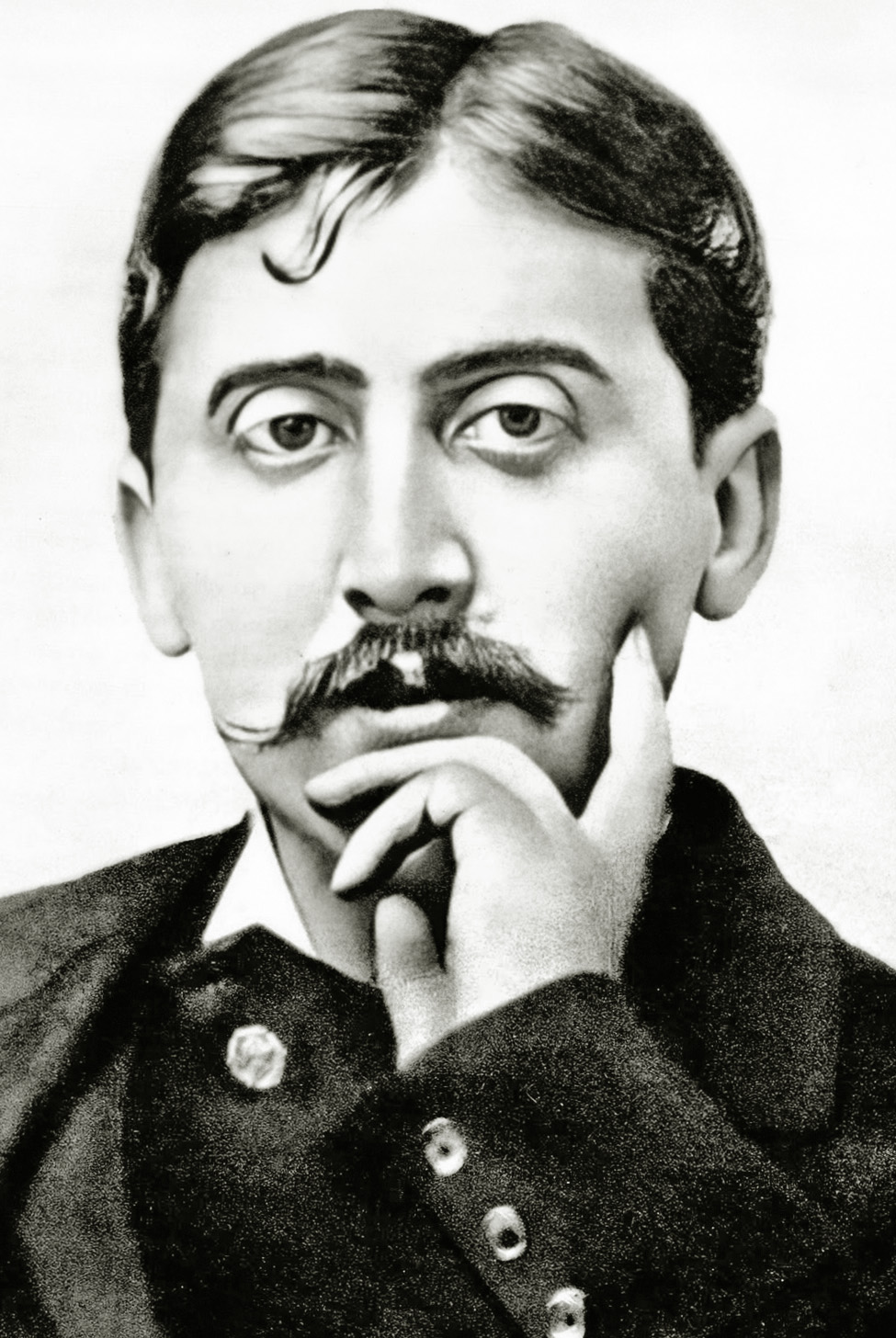
Proust in 1900

Marcel Proust foi o primeiro a cunhar o termo memória involuntária, no seu romance À la Recherche du Temps Perdu (Em Busca do Tempo Perdido ou Remembrance of Things Past). Proust não tinha formação psicológica e trabalhou principalmente como escritor.
Proust via as memórias involuntárias como contendo a "essência do passado", alegando que faltava nas memórias voluntárias. No seu romance, ele descreve um incidente em que comia bolo embebido em chá, e uma memória de infância em que comeu bolo embebido em chá com a sua tia foi-lhe "revelada". A partir dessa memória, ele então começou a ser lembrado da casa de infância em que estava, bem como, da própria cidade. Este torna-se um tema em In Search of Lost Time, com sensações que lembram Proust de experiências anteriores. Ele apelidou-lhes de "memórias involuntárias".

## Pesquisa atual

### Encadeamento
Uma ideia que recentemente se tornou objeto de estudos sobre a memória involuntária é o encadeamento. Este é o conceito de que as memórias involuntárias têm a tendência de desencadear outras memórias involuntárias relacionadas. Normalmente, é considerado o conteúdo de memórias involuntárias que estão relacionadas entre si, causando assim o efeito de encadeamento.
Num estudo diário feito por JH Mace, os participantes relataram que frequentemente, quando uma memória involuntária surgia, ela rapidamente acionava uma série de outras memórias também involuntárias. Isso foi reconhecido como a fonte de sinalização para memórias involuntárias.
No trabalho de Bernsten, o método do diário também foi aplicado ao estudo do encadeamento involuntário da memória. A hipótese principal foi de que o encadeamento também ocorreria em tarefas de memória autobiográfica. Os participantes foram solicitados a relatar a presença de memórias involuntárias durante a realização de uma tarefa de memória autobiográfica. Os resultados mostraram que os participantes experimentaram a evocação da memória involuntária quando estavam evocando o passado deliberadamente (também conhecido como memória voluntária). Isso implica que a produção involuntária de memórias ocorre como um produto do encadeamento de memórias voluntárias - a lembrança deliberada do passado.

### Priming
Uma questão comum no estudo da memória involuntária está relacionada com o priming; o que ativa essa memória? Vários estudos foram realizados nos últimos anos para observar as condições sob as quais as memórias involuntárias são preparadas.
Mace, em um dos seus recentes estudos, queria testar a noção de que atividades cognitivas básicas, como pensar sobre o passado, podem originar memórias involuntárias. Para testar essa ideia, Mace montou um método de estudo no qual os participantes registaram memórias involuntárias que experienciaram durante um período de duas semanas, num diário. Durante esse período de duas semanas, os participantes também tiveram que entrar num laboratório em intervalos e foram instruídos a relembrar memórias de certos períodos da vida (por exemplo, secundário, primeiros cinco anos de casamento). Em seguida, comparando as suas memórias involuntárias a uma condição de controle, descobriu-se que um número significativo das suas memórias involuntárias estava relacionado ao período de tempo que foram instruídos a recordar. Essas descobertas sugerem que as memórias involuntárias podem ser estimuladas até pelas tarefas cognitivas mais simples - ou seja, relembrar o passado.

## Base neurológica

O hipocampo é importante para a recuperação bem-sucedida de memórias involuntárias

Pesquisas sobre as funções neurológicas da memória involuntária são poucos. Até agora, apenas dois estudos de neuroimagem foram conduzidos comparando memórias involuntárias com memórias voluntárias usando tomografia por emissão de pósitrons (PET) .
O primeiro estudo descobriu que, embora a recuperação involuntária da memória seja mediada pelo hipocampo, uma estrutura do cérebro conhecida por estar associada à recuperação da memória episódica bem-sucedida, o envolvimento do hipocampo era independente de a lembrança ser ou não intencional. Os pesquisadores acreditam que isso sugere que as memórias involuntárias podem refletir a "automaticidade relativa" da recuperação mediada pelo hipocampo. No entanto, a sua pesquisa concentra-se principalmente na identificação de áreas e funções envolvidas na recuperação intencional. A atividade no córtex parietal medial/lateral e no córtex pré-frontal direito era insensível à profundidade da codificação, mas, ao invés disso, variou dependendo da intencionalidade da recuperação. Essas áreas foram cada vez mais envolvidas durante a recuperação intencional, sugerindo que uma função dessa região pode ser alinhar a memória para ajudar com os objetivos comportamentais atuais. Isso é diferente da memória involuntária, em que os indivíduos não recuperam conscientemente memórias que serão mais úteis para sua situação atual; no entanto, ainda não está claro se esse processo é realizado inconscientemente pelo cérebro. Ao lidar com tarefas involuntárias de reconhecimento de palavras, atividades em áreas como giro frontal inferior esquerdo, giro temporal superior esquerdo, hipocampo esquerdo e córtex occipital superior direito foram todas implicadas.  No entanto, as áreas e estruturas que estão exclusivamente associadas à memória involuntária permanecem pouco claras e mais pesquisas são necessárias para compreender a base cognitiva e neurológica desse fenómeno de memória.
O segundo estudo descobriu que o lobo temporal medial, o giro cingulado posterior e o precuneus são ativados durante a recuperação bem-sucedida com ou sem controle executivo visto dentro do córtex pré-frontal dorsolateral direito. Isso implica que as memórias involuntárias sejam recuperadas com sucesso usando o mesmo sistema da memória voluntária ao recuperar informações perceptivas. Isso é importante pois sugere que a recuperação voluntária e involuntária em grande parte não são mediadas por redes corticais separadas, o que levanta a questão para pesquisas futuras sobre o que distingue os dois subcomponentes da memória, se não as vias cognitivas e as áreas de ativação do cérebro. Além disso, pode ser explorado se essas semelhanças no mecanismo cognitivo refletem propriedades compartilhadas e impactos das próprias memórias relembradas, independentemente da intencionalidade de recuperação. Neste estudo em específico, a recordação voluntária e involuntária foram ambas associadas a ativações aumentadas no giro cingulado posterior, pré-cuneiforme esquerdo e giro para-hipocampal direito. Além disso, o córtex pré-frontal dorsolateral direito e o precuneus esquerdo foram mais ativos durante a evocação voluntária, enquanto que o córtex pré-frontal dorsolateral esquerdo foi mais ativo durante a evocação involuntária. Sugere-se que a ativação vista no córtex pré-frontal dorsolateral esquerdo durante a evocação da memória involuntária reflete a tentativa de evitar que o material recolhido interfira na tarefa de julgamento semântico.

## Efeitos da idade

### Desenvolvimento
Embora a idade desempenhe um grande papel nas capacidades de memória, descobriu-se que as estratégias gerais usadas para codificar (para lembrar) memórias são mais importantes. Aqueles que são melhores em memorizar informações têm mais probabilidade de ter mais memórias involuntárias.
Em crianças mais novas (com idade igual ou inferior a 10 anos), também foi descoberto que a indução de memórias involuntárias durante o teste produziu resultados significativamente melhores do que a indução de memórias voluntárias. Isso pode ser feito colocando-se uma pergunta ou frase vaga e levemente relacionada antes da pergunta do teste real. Em crianças mais velhas (com 14 anos ou mais), ocorre o oposto, com a memória estritamente voluntária levando a melhores resultados no teste.

### Colisão de reminiscência
A colisão de reminiscência é o fenómeno em que as memórias formadas durante a adolescência e o início da idade adulta são mais commumente lembradas do que em outros períodos da vida. Isso se deve à formação da autoidentidade ou ao desenvolvimento de habilidades cognitivas ao longo da vida. Verificou-se que isso é verdade tanto para as memórias voluntárias quanto para as involuntárias. Descobriu-se ainda que a idade tem uma diferença na quantidade de memórias lembradas, mas nenhuma diferença de idade foi encontrada na especificidade das memórias involuntárias.

## O papel da emoção

### Intensidade emocional
As emoções desempenham um papel importante em relação à memória . Foi descoberto que as memórias associadas a emoções mais fortes (por exemplo: felicidade no dia do casamento) são mais facilmente e rapidamente lembradas, como aquelas formadas durante momentos de intenso stress. O mesmo aplica-se às memórias involuntárias, com as memórias involuntárias felizes ocorrendo duas vezes mais do que as que s~ infelizes ou neutras.

## Em distúrbios clínicos

### Transtorno de stress pós-traumático
Frequentemente, as pessoas que foram vítimas de algum tipo de trauma descrevem memórias vívidas que invadem os seus pensamentos de forma espontânea e sem aviso. Essas intrusões mentais, se mantidas ao longo do tempo, constituem um sintoma característico do transtorno de stress pós-traumático (TEPT) .
O DSM-IV define um trauma como um evento no qual alguém experiencia ou testemunha ferimentos graves a si mesmo ou a outros, ou uma ameaça à sua integridade. A pessoa também deve ter respondido com medo, impotência ou horror no momento do trauma. As principais consequências psicológicas disso incluem reviver o evento traumático (por meio de pensamentos e imagens intrusivos), evitação de estímulos relacionados ao trauma e aumento dos níveis de ansiedade.
Quando se trata de memórias involuntárias, os pesquisadores estão principalmente interessados no conceito dessas intrusões relacionadas ao trauma, que geralmente envolvem alguma forma de reviver o evento, incluindo um componente sensorial (por exemplo, imagens em qualquer modalidade seja ela visual, auditiva etc.). Essas intrusões, frequentemente chamadas de "flashbacks", fazem a vítima sentir como se estivesse a reviver o trauma e causam altos níveis de ansiedade e sensação de uma ameaça estar iminente. Normalmente, elas são partes do evento traumático que foram mais salientes no momento, conhecidos como "pontos críticos" e têm a característica definitiva de causar altos níveis de sofrimento emocional e podem ser difíceis de lembrar deliberadamente. Embora esta seja uma característica definidora do TEPT, memórias intrusivas também são frequentemente encontradas em transtornos baseados na ansiedade, transtornos psicóticos e até mesmo na população em geral. Independentemente do contexto em que são encontradas, as intrusões tendem a ter a mesma característica central; as informações armazenadas estão a ser recuperadas involuntariamente. Pensa-se que as intrusões surgem quando um indivíduo encontra estímulos semelhantes aos estímulos que foram processados e armazenados durante o trauma, desencadeando assim a memória na mente consciente. Um exemplo comum são as vítimas de acidentes de carro, que ao ouvirem o barulho de pneus, têm um flashback da própria colisão, como se estivesse de volta ao evento original.

### Psicose
Eventos stressantes e traumáticos, que podem se manifestar como memórias involuntárias chamadas de flashbacks, podem desencadear uma ampla gama de transtornos psicóticos e de ansiedade. Fobia social, transtorno bipolar, depressão, e agorafobia, são alguns exemplos de transtornos que têm influências de flashbacks.

A psicose é definida como uma gama de apresentações perceptivas, com os sintomas associados frequentemente referidos como positivos ou negativos . Os sintomas positivos são delirantes e podem incluir alucinações, enquanto os sintomas negativos são caracterizados por uma "falta" de funcionamento, que pode incluir uma falta de afeto (sentimento emocional) e perda de motivação. Um estudo descobriu que havia uma alta prevalência de trauma em pacientes com doenças mentais graves. No entanto, apenas uma pequena percentagem foi diagnosticada com TEPT ao exibir sintomas semelhantes deste transtorno. Portanto, os sintomas mais complexos de psicose podem impedir a detecção clínica necessária ao diagnosticar o TEPT. Além disso, aqueles que foram diagnosticados com TEPT e têm uma forma identificada de trauma apresentam sintomas positivos de psicose, como delírios e/ou alucinações. Por fim, foi sugerido que os indivíduos que sofrem de psicose possam ser mais vulneráveis a intrusões.